# 扎哈特卡 (切爾尼希夫區)
51°20′20″N 30°39′42″E / 51.33889°N 30.66167°E
扎哈特卡（烏克蘭語：Загатка），是烏克蘭北部切爾尼希夫州切爾尼希夫區米哈伊洛-科秋宾斯凯市镇的村落。始建於1900年，面積0.55平方公里，海拔高度105米，2001年人口123，人口密度每平方公里223.6人。